# 库斯哈尔纳加尔
库斯哈尔纳加尔（Kushalnagar），是印度卡纳塔克邦Kodagu县的一个城镇。总人口13262（2001年）。

## 人口
该地2001年总人口13262人，其中男性7010人，女性6252人；0—6岁人口1600人，其中男801人，女799人；识字率77.68%，其中男性为81.91%，女性为72.94%。